# Antipathidae
Antipathidae is een familie van neteldieren uit de klasse van de Anthozoa (bloemdieren).

## Geslachten
- Allopathes Opresko & Cairns, 1994
- Antipathes Pallas, 1766
- Cirrhipathes de Blainville, 1830
- Hillopathes van Pesch, 1914
- Pseudocirrhipathes Bo et al., 2009
- Pteropathes Brook, 1889
- Stichopathes Brook, 1889